# دوازده صندلی (فیلم ۱۹۷۰)
دوازده صندلی (به انگلیسی: The Twelve Chairs) فیلمی کمدی به کارگردانی مل بروکس محصول سال ۱۹۷۰ است.

این فیلم بر اساس رمانی روسی ساخته شده است. رمان روسی با همین عنوان «دوازده صندلی»، تاکنون بیش از 17 بار این رمان به فیلم سینمایی تبدیل شده است. کتاب دوازده صندلی یکی از مشهورترین کتاب‌های طنز در روسیه است. این رمان، که توسط ایلیا ایلف و یوگنی پتروف نوشته شده، با داستانی پرکشش و با طنزی عمیق به شوروی بعد از انقلاب اکتبر می‌پردازد. کتاب دوازده صندلی به حدی در میان مردم روسیه محبوب است که برخی از جملات و تکیه‌کلام‌های شخصیت اصلی آن به ضرب‌المثل تبدیل شده است.

## بازیگران
- ران مودی: ایپولیت
- فرانک لانگلا: اوستاپ
- دام دی‌لوئیس: پدر فیودور
- دایانا کوپلند
- دیوید لندر
- رابرت برنال
- مل بروکس